# 新伊萬尼夫卡 (盧布尼區)
49°43′51″N 33°27′6″E / 49.73083°N 33.45167°E
新伊萬尼夫卡（烏克蘭語：Новоіванівка）是位於烏克蘭中部的村莊，由波爾塔瓦州盧布尼區的霍羅爾市鎮負責管轄。該村分別距離羅普良斯凱0.5公里和韋爾比涅1.5公里，海拔高度119米，2001年人口537。